# Walker King
Walker King (1751 - 22 février 1827) est un homme d'église et homme de lettres anglais, évêque de Rochester à partir de 1809 et, avec le français Laurence, coéditeur des œuvres d'Edmund Burke.

## Biographie
King est le fils du révérend James King de Clitheroe, Lancashire, et d'Anne, fille de John Walker, d'Underhill. James King est son frère aîné; son père devient plus tard doyen de Raphoe . Il fait ses études à la Sedbergh School puis s'inscrit au Brasenose College d'Oxford le 20 février 1768, à l'âge de 16 ans. King émigre au Corpus Christi College d'Oxford, obtenant un BA en 1771, une MA en 1775, un BD et un DD en 1788. Il devient Fellow de Corpus Christi.
Dans sa carrière cléricale, il est prébendier de Peterborough, 1794, chanoine de Wells, 1796, prébendier de Canterbury, 1803, et prébendier de Westminster, 1827. Il est évêque de Rochester à partir de 1809. Il meurt le 22 février 1827.
King est l'éditeur principal des derniers volumes de Burke  . L'édition qu'il a préparée avec Laurence est en huit volumes, apparaissant de 1792 à 1827 .

## Famille
King épouse Sarah, fille d'Edward Dawson. Son fils Walker King est archidiacre de Rochester et père d'Edward King. L'arrière-petit-fils de Walker, le révérend Robert Stuart King, a déjà joué au football pour l'équipe nationale anglaise.